# Selim Nurudeen
Selim Nurudeen (Atlanta, 1º febbraio 1983) è un ostacolista nigeriano.

## Palmarès
| Anno | Manifestazione      | Sede        | Evento   | Risultato        | Prestazione | Note |
| ---- | ------------------- | ----------- | -------- | ---------------- | ----------- | ---- |
| 2006 | Campionati africani | Bambous     | 110 m hs | 5º               | 14"32       |      |
| 2007 | Giochi panafricani  | Algeri      | 110 m hs | Oro              | 13"59       |      |
| 2007 | Mondiali            | Osaka       | 110 m hs | Batteria         | 13"78       |      |
| 2008 | Campionati africani | Addis Abeba | 110 m hs | Bronzo           | 14"27       |      |
| 2008 | Giochi olimpici     | Pechino     | 110 m hs | Quarti di finale | 13"66       |      |
| 2009 | Mondiali            | Berlino     | 110 m hs | Batteria         | 13"68       |      |
| 2010 | Campionati africani | Nairobi     | 110 m hs | Argento          | 13"83       |      |
| 2011 | Giochi panafricani  | Maputo      | 110 m hs | Argento          | 13"61       |      |
| 2012 | Campionati africani | Porto-Novo  | 110 m hs | Argento          | 13"68       |      |
| 2012 | Giochi olimpici     | Londra      | 110 m hs | Semifinale       | 13"55       |      |

## Altre competizioni internazionali
2010
- 5º in Coppa continentale ( Spalato), 110 m hs - 13"76